# 张雪樵
张雪樵（1966年7月—），浙江吴兴人，中华人民共和国政治人物、检察官、律师，现任最高人民检察院副检察长、检察委员会委员、二级大检察官，十四届全国政协常务委员，十三届全国政协常务委员、社会和法制委员会委员，十四届、十三届民革中央常务委员。